# 室賀正俊
室賀 正俊（むろが まさとし）は、江戸時代前期の武士。江戸幕府旗本、館林藩附家老。屋代秀正の次男。

## 生涯
慶長15年（1610年）、徳川氏の家臣・屋代秀正の次男として誕生。のち叔父の室賀満俊の養子となる。
元和7年（1621年）より江戸幕府3代将軍・徳川家光に仕える。寛永3年（1626年）、養父・満俊の跡を継いで1000石を知行し、小姓組番士となる。寛永10年（1633年）に200石を加増。寛永16年（1639年）に小十人頭となる。
慶安元年（1648年）、家光の子で館林藩主・徳松（徳川綱吉）の附家老とされ、武蔵国・上野国内の1800石を加増されて所領が3000石となる。承応2年（1653年）に従五位下、下総守に叙任。寛文元年（1661年）、武蔵国・上野国内で更に4200石を加えられ、7200石を知行する。寛文3年（1663年）、1200石を婿養子・正信に分知し、致仕。
天和元年（1681年）に72歳で死去。
嫡男・正勝の時、綱吉が将軍になると幕臣に復し、子孫は5500石の大身の旗本として存続した。養子の正信は中山直定の四男で、正俊の娘を娶り別家を創設した。